# جيرالد دراير
جيرالد دراير (بالإنجليزية: Gerald Dreyer)‏ (22 سبتمبر 1929 – 5 سبتمبر 1985) هو ملاكم جنوب أفريقي راحل، مثّل بلاده في الألعاب الأولمبية الصيفية 1948.

## روابط خارجية
جيرالد دراير على موقع بوكس ريك (الإنجليزية) (registration required)
- جيرالد دراير على موقع أوليمبيديا (الإنجليزية)